# Педерсен, Флемминг (футбольный тренер)
Флемминг Стеен Педерсен (дат. Flemming Steen Pedersen; род. 30 июня 1963, Плейелт, Хельсингёр) — датский футболист и футбольный тренер. С 2017 года — технический директор, а с 2019 по 2023 год — главный тренер футбольного клуба «Норшелланн».

## Ранние годы и тренерское образование
Флемминг Педерсен родился в 1963 году в деревне Плейелт прихода Тикёб округа Линге-Кронборг-Херред, в бывшем уезде Фредериксборг (ныне коммуна Хельсингёр северная часть столичного региона Ховедстаден).
В 2015 году получил лицензию UEFA Pro.

## Карьера

### Игровая карьера
Педерсен начал свою карьеру на молодёжном уровне в клубе «Тикёб», перейдя после 10 проведённых в нём лет в «Хельсингёр», в котором выиграл (Y-DM) в сезонах 1980 и 1981. В возрасте 18 лет отдал предпочтение тренерской карьере.

### Тренерская карьера в Дании
В 1980-е годы Педерсен тренировал молодёжные составы «Эспергерде» и «Хельсинге». В 1989 году он стал тренером молодёжного состава «Хельсингёра», в системе которого работал до 1996 года (в 1991 году работал в «Сисимиуте»). В 1996 году Флемминг Педерсен перешёл в «Хумлебек», где проработал до 1998 года. В 1998 году он возглавил резервный состав ФК «Копенгаген», который возглавлял до 2001 года. Затем Педерсен вернулся в «Хельсингёр», где провёл 5 лет. В 2006 году он перешёл в «Норшелланн», куда его взяли на должность тренера по подготовке молодёжи. В 2009 году он получил возможность работать с основой команды датской Суперлиги, став тренером состава «A+» и тренером по индивидуальной подготовке. В начале июля 2011 года он был назначен ассистентом тренера первой команды Каспера Юльманна. В результате он ушёл с должности тренера команды «А+», которая досталась Кеннету Расмуссену. С новой должностью пришла ответственность за планирование и исполнение тренировок команды.

### Работа за пределами Дании в «Майнце 05» и «Брентфорде»
После того как Каспер Юльманн был назначен главным тренером клуба «Майнц 05» в мае 2014 года, в июне того же года Педерсен стал его ассистентом, как и ранее в «Норшеллане». В феврале 2015 года Юльманн был уволен с поста главного тренера, вместе с ним также были сняты Педерсен и другой датский тренер-ассистент Келд Бординггор. Причиной увольнения тренерского штаба стали неудовлетворительные результаты: одна победа в тринадцати играх.
Летом 2015 года он перешёл в «Брентфорд», где был назначен руководителем Департамента футбольной философии и развития игроков. Затем в начале января 2016 года Педерсена назначили главным тренером «состава B», которым он руководил до конца 2016 года. Его сменил Кевин О’Коннор, который был помощником Педерсена.

### Возвращение в ФК «Норшелланн»
26 февраля 2019 года он был назначен главным тренером впервые с лета 2017 года, после того как Каспер Юльманн отправился на повышение в сборную Дании. Однако Юльманн покинул «Норшелланн» незамедлительно в конце марта 2019 года, в результате чего Педерсен приступил к исполнению своих обязанностей незамедлительно. Первым его матчем в качестве главного тренера стала игра с «Мидтьюлланном», завершившаяся со счётом 0:0. Однако лишь в своём десятом матче на посту главного тренера, прошедшем 25 мая 2019 года, Педерсен добыл свою первую победу, когда команда обыграла  «Копенгаген» со счётом 3:1.